# Völkerbundsmandat für Palästina
|  | Dieser Artikel oder Abschnitt wurde wegen inhaltlicher Mängel auf der Qualitätssicherungsseite der Redaktion Geschichte eingetragen (dort auch Hinweise zur Abarbeitung dieses Wartungsbausteins). Dies geschieht, um die Qualität der Artikel im Themengebiet Geschichte auf ein akzeptables Niveau zu bringen. Dabei werden Artikel gelöscht, die nicht signifikant verbessert werden können. Bitte hilf mit, die Mängel dieses Artikels zu beseitigen, und beteilige dich bitte an der Diskussion! |

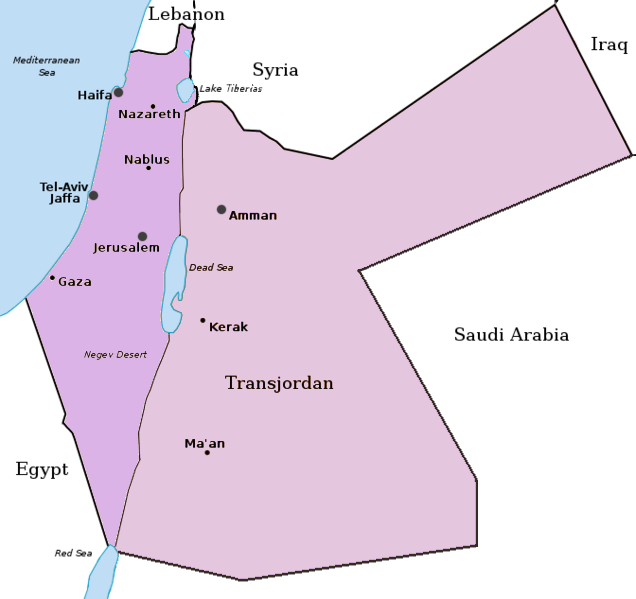
Mandatsgebiet Palästina, östlich des Jordans 1923 als autonomes Emirat Transjordanien abgetrennt

Seeflagge des Mandatsgebiets Palästina

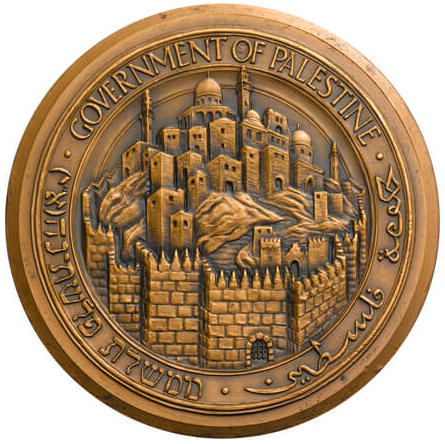
Siegel des Government of Palestine, der Verwaltung des Mandatsgebietes

Das Völkerbundsmandat für Palästina (arabisch الانتداب البريطاني على فلسطين, DMG al-Intidāb al-barīṭānī ʿalā Filasṭīn; hebräisch הַמַּנְדָּט הַבְּרִיטִי מִטַּעַם חֶבֶר הַלְּאֻמִּים עַל פָּלֶשְׂתִּינָה (אֶרֶץ-יִשְׂרָאֵל) HaMandaṭ haBrīṭī miṬaʿam Chever haLʾummīm ʿal Palestīnah (Eretz-Jisraʾel), letztgenannter Begriff in der Klammer erschien meist als Kürzel א״י) war ein vormals osmanisches Territorium in der südlichen Levante, das sich vom Mittelmeer bis beiderseits des Jordans erstreckte, das die Briten im Ersten Weltkrieg erobert hatten. Die Teilnehmer der Konferenz von Sanremo sprachen am 19. April 1920 das Gebiet Großbritannien zu.
Der Völkerbund legitimierte den Beschluss von Sanremo und erteilte den Briten am 24. Juli 1922 das Klasse-A-Mandat für Palästina. Im Jahr darauf gliederten die Briten das Gebiet östlich des Jordans als Transjordanien aus. Palästina nahm eine in der Region beispiellose wirtschaftliche Entwicklung, geprägt von sicherer Rechtsordnung, Urbanisierung, Industrialisierung bei Steigerung von Wohlstand und Einwohnerzahl. Wegen langwieriger Unruhen zwischen arabischen und jüdischen Volksgruppen im Lande und – dessen überdrüssig – Großbritanniens Ersuchen, das Mandat an die UNO, Nachfolgerin des Völkerbunds, zurückzugeben, beschloss im November 1947 die Mehrheit von deren Mitgliedsstaaten den UN-Teilungsplan für Palästina.
Angesichts des britischen Abzugs am 15. Mai 1948, beschlossen noch am Vortag gewählte jüdische Palästinenser, die Gründung des UN-bestimmten Staats für Juden, Israel, zu vollziehen. Tags darauf marschierten Armeen von fünf Mitgliedsstaaten der Arabischen Liga ins ehemalige Mandatsgebiet ein. Fremde wie einheimische arabische Streitkräfte führten gegen jene Israels Krieg um dessen Existenz. Am 22. September 1948 gründete die Arabische Liga dann den vorgesehenen arabischen Staat, das Protektorat Gesamt-Palästina.
In Waffenstillstandsabkommen von 1949 fixierten die Kriegsparteien die Teilung Palästinas entlang der erreichten Kampflinien und nicht gemäß UN-Plan. Den größten Teil des Landes bildete nun das ethnisch gemischte Israel. Seine Gegner behaupteten zwei territorial getrennte, nunmehr ethnisch homogen arabisch bewohnte Gebiete, das Westjordanland und den Gazastreifen. Allein dort wirkte Palästinas Regierung von 1948, bis die ägyptischen Besatzer sie 1953 auflösten, um bis 1967 direkt zu herrschen. Das Westjordanland (auch Cisjordanien genannt) hielten 1949 Truppen Transjordaniens besetzt, das 1946 aus britischer Mandatsverwaltung unabhängig geworden war.
Transjordanien annektierte 1950 Cisjordanien und nahm den Namen Jordanien an, den es auch beibehielt, als es 1988 den Anspruch aufs Westjordanland aufgab. Dieses und den Gazastreifen hatten Israels Truppen im Sechstagekrieg 1967 besetzt. Nach Abzug der israelischen Besatzer und Siedler aus dem Gazastreifen 2005 übernahm dort bald die Terrororganisation Hamas die Herrschaft. Im weiter israelisch kontrollierten Westjordanland verwaltet die Palästinensische Autonomiebehörde Teile des Gebiets. Der politische Status von Westjordanland und Gazastreifen ist bis heute ungeklärt.

## Vorgeschichte und Errichtung des Palästinamandats
Im Osmanisch-Mamlukischen Krieg (1516–1517) hatte das Osmanische Reich die Levante mitsamt jenem Gebiet erobert, das Gegenstand vor allem christlich motivierter europäischer und nordamerikanischer Forschung zu Leben, Wirken und Wirkungsstätten Jesu von Nazareth war (und ist) und in den Ländern der Forschung als Palästina bezeichnet wurde (und wird). Obwohl die Region zu Jesu Zeiten in der Regel „Judäa“ genannt wurde, bevorzugte die christlich geprägte Forschung den Begriff „Palästina“. Damit griff die Forschung den lateinischen Namen der römischen Provinz Syria Palaestina (deutsch philistäisches Syrien) auf, den die siegreichen Römer nach Niederschlagung des jüdischen Bar-Kochba-Aufstandes gegen ihre Herrschaft in Judäa im Jahre 135 prägten.
Im osmanischen Zusammenhang war die römische Fremdbezeichnung Palaestina kein Begriff, die Region bildete von 1517 bis 1864 Teil des osmanischen Eyâlet al-Scham (osmanisch ایالت شام, wobei al-Scham kein Äquivalent in europäischen Sprachen hat, am ehesten könnte es für ein reichlich erweitertes Syrien stehen) mit Sitz in Damaskus, dann umgeformt zum Vilâyet Syrien. Mit spürbarem europäischem, meist christlich motiviertem Einfluss in dem europäisch als Palästina verstandenen Gebiet, gliederte die Hohe Pforte 1872 ein Gebiet um Jerusalem, das west- und südwärts bis zur ägyptischen Grenze reichte, aus dem Vilâyet Syrien aus und bildete 1872 das Mutesarriflik Jerusalem, das direkt der Hohen Pforte unterstand. Galiläa und Samaria gehörten nicht zu diesem Mutesarriflik, sondern zunächst zum Vilâyet Syrien und dann ab 1888 zum neuen Vilâyet Beirut; auch der südöstliche Negev gehörte noch bis kurz nach Beginn des Mandats zum Sandschak Maʿan.

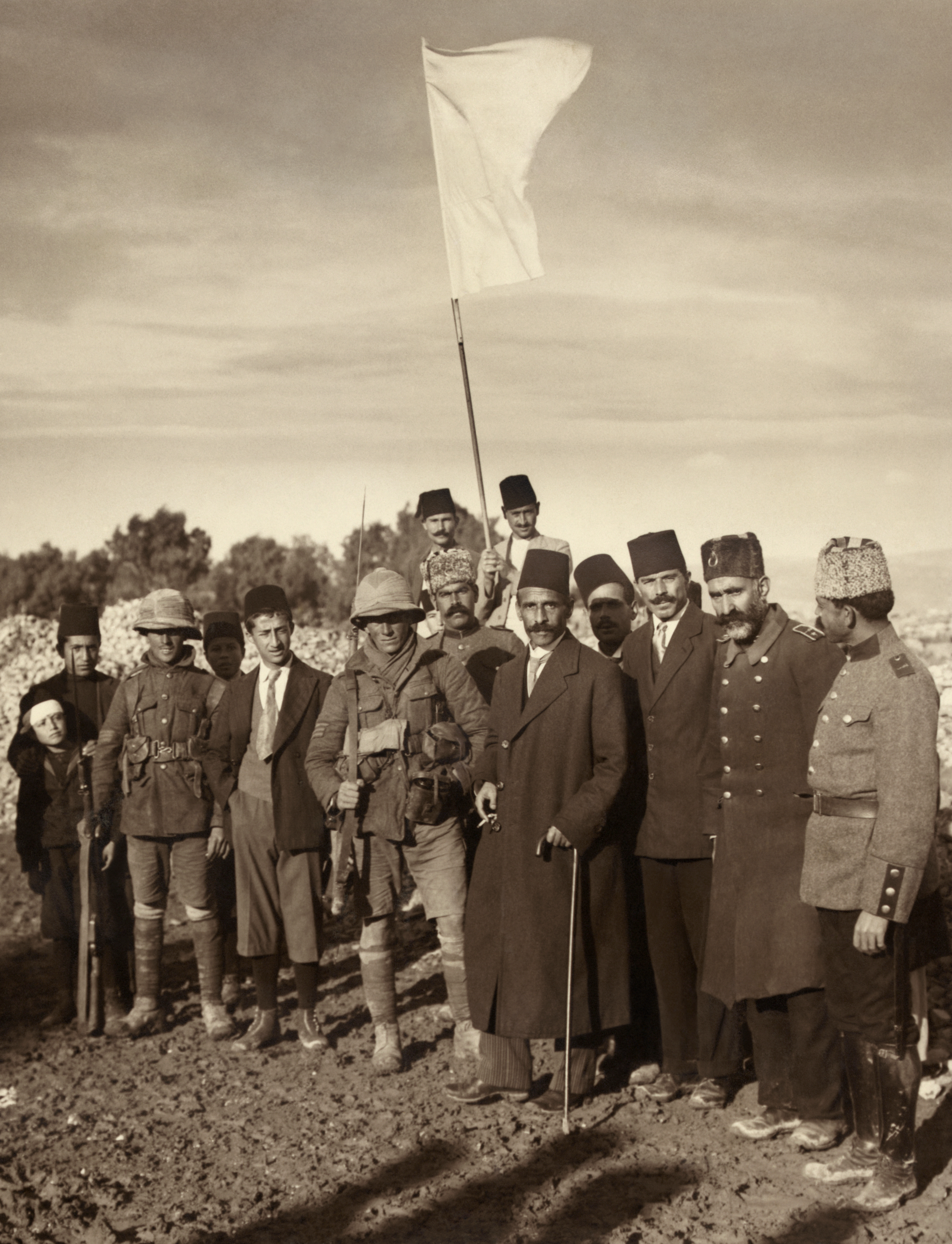
Kapitulation der osmanischen Stadtregierung Jerusalems vor den Briten, 9. Dezember 1917

Im Ersten Weltkrieg eroberte die britische Egyptian Expeditionary Force (EEC) auf Seiten der Triple Entente unterstützt von Militär aus Australien, Britisch-Indien und Neuseeland 1915 bis 1918 zunächst das Mutesarriflik Jerusalem, zuletzt geführt von General Edmund Allenby, wie das syrische Samaria und dann ab September 1918 auch den südlichen Teil des Vilâyets Beirut, nämlich Galiläa. Dabei vertrieb sie die unterlegenen Truppen der Mittelmächte (Osmanische Armee, deutsches Levante-Korps, Österreich-Ungarns Truppen in Palästina). Das britische Militär spiegelte die europäische Fremdbezeichnung im Begriff Palästinafront für die Frontlinie zwischen Entente und Mittelmächten, entsprechend nutzt auch die Militärhistoriographie den Begriff, obwohl es keine osmanische Verwaltungseinheit dieses Namens und dieser territorialen Fassung gab.
Während des Ersten Weltkrieges hatten die Briten sowohl Juden als auch Arabern Gebiete im Nahen Osten zugesagt. In der Hussein-McMahon-Korrespondenz war den Haschimiten von britischer Seite – im Gegenzug für deren Unterstützung bei der arabischen Revolte gegen das Osmanische Reich – die Herrschaft über das meiste Land der Region zugesagt worden, das fast den gesamten arabischen Nahen Osten umfassen sollte. Den Juden hatte Großbritannien in der Balfour-Deklaration gleichzeitig erstmals eine nationale Heimstätte in Eretz Israel versprochen. Das Faisal-Weizmann-Abkommen bestimmte die einvernehmliche Festlegung von Staatsgrenzen für das von Faisal angestrebte arabische Königreich und den von Chaim Weizmann gemäß der Balfour-Deklaration angestrebten jüdischen Staat, trat jedoch niemals in Kraft.
Im zunächst eroberten Mutesarriflik Jerusalem internierten die Entente-Kräfte die meisten Männer nichtosmanischer, feindlicher Staatsangehörigkeit als feindliche Ausländer – darunter Palästinadeutsche, z. B. viele Templer – und zwar in Wilhelma.:134 und 136 Die Entente-Kräfte brachten die Internierten Anfang 1918 in ein Lager südlich von Gaza, während sie die nicht internierten Feindstaatler strenger Polizeiaufsicht unterstellten.:137 Im August 1918 brachte die britische Verwaltung die Internierten außer Landes nach Sidi Bishr und Helwan in der Nähe Alexandrias.:137:193

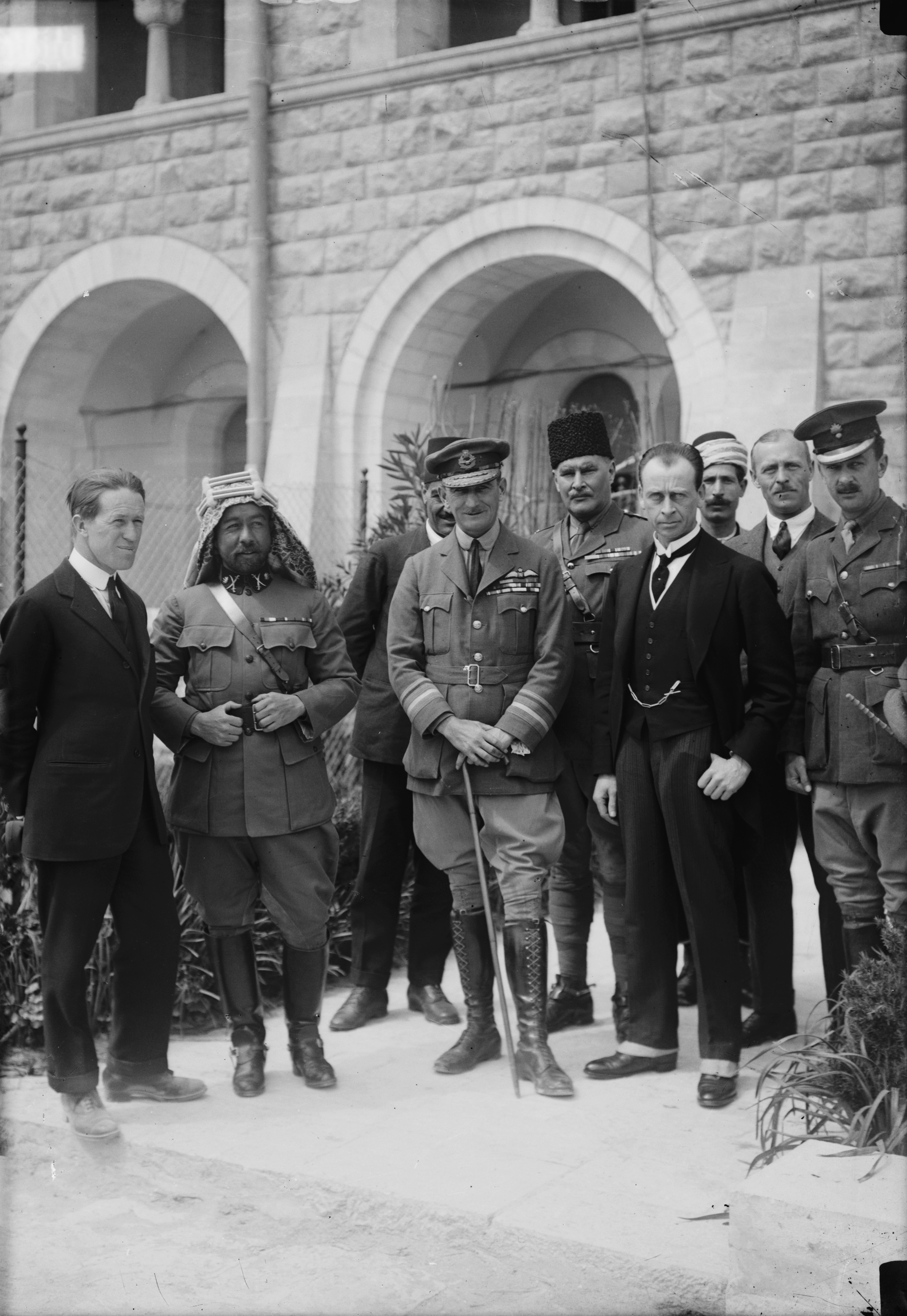
Col. T. E. Lawrence, Emir Abdullah, Air Marshal Sir Geoffrey Salmond, High Commissioner Sir Herbert Samuel, Sir Wyndham Deedes und andere in Auguste-Viktoria-Hospiz (Jerusalem) anlässlich der Nahostkonferenz 1921

Die Entente-Mächte Vereinigtes Königreich Großbritannien und Irland und Dritte Französische Republik hatten im Sykes-Picot-Abkommen 1916 schon neue Grenzen im Nahen Osten vereinbart, die beide Siegermächte dann 1918 als Occupied Enemy Territory Administrations East (britisches Mandat Mesopotamien auf dem Gebiet des heutigen Irak), North (französisches Völkerbundmandat für Syrien und Libanon) und South Realität werden ließen. Nach dem Waffenstillstand von Mudros am 30. Oktober 1918 zogen sich die osmanischen Kräfte aus dem umkämpften Bereich zurück, und die Briten unterstellten außer dem Mutesarriflik Jerusalem auch Galiläa und Samaria ihrer Militärverwaltung Occupied Enemy Territory Administration South (OETA South). Bis zur Konferenz von Sanremo galt daher weiter osmanisches Zivilrecht.:43 ff.
Nach dem Frieden von Versailles, der am 10. Januar 1920 in Kraft trat, billigten auf der Konferenz von Sanremo die dort vertretenen Entente-Mächte im April 1920, dass die Briten die Occupied Enemy Territory Administration South halten, worauf das Government of Palestine als britische Zivilverwaltung eingerichtet wurde. Nach Inkrafttreten der Friedensverträge mit den Mittelmächten wurden deren internierte Bürger aus den ägyptischen Lagern entlassen und die meisten kehrten ins Heilige Land zurück, ausgenommen diejenigen, die laut einer schwarzen Liste der britischen Streitkräfte als unerwünscht galten.:143:196 Das mit der Eroberung zunächst beschlagnahmte Eigentum Staatsangehöriger nichtosmanischer, feindlicher Nationalität übernahm am 1. Juli 1920 Edward Keith-Roach als Public Custodian of Enemy Property des Government of Palestine und vermietete es an Dritte bis zur Restitution an die vorigen Eigentümer nach Inkrafttreten des Vertrags von Lausanne 1925.:138 und 143

Anglikanische, koptische, syrisch-orthodoxe, armenische und orthodoxe Kirchenführer zusammen mit britischen Offizieren 1922 in Jerusalem

Der Völkerbund gab diesem Gebiet dann erstmals in der Neuzeit die amtliche Bezeichnung Palästina, als er schließlich 1922 das Übereinkommen der Entente-Mächte in San Remo legitimierte und Großbritannien das Völkerbundsmandat für Palästina erteilte. Das Mandatsgebiet umfasste all jene Gebiete, aus denen später der Staat Israel hervorging, außerdem den Gazastreifen, das Westjordanland, Teile der Golanhöhen sowie das Königreich (Trans-)Jordanien. Nach Einschätzung des ersten neuzeitlichen Zensus vom Oktober 1922 bestand die Bevölkerung Palästinas aus 757.182 Menschen, davon waren 590.890 Muslime, 83.794 Juden, 73.024 Christen und 7.028 Drusen. Herbert Louis Samuel, ehemaliger Post- und Innenminister im britischen Kabinett, wurde zum ersten Hochkommissar in Palästina ernannt.:162 ff. Die genauen Bestimmungen des Mandats ergingen bei dieser Gelegenheit.

## Allgemeines zum Mandat
Auftrag des Mandats war die Hilfe zur „Errichtung einer nationalen Heimstätte für das jüdische Volk in Palästina“ unter der Bedingung, „dass nichts getan werden soll, was die bürgerlichen und religiösen Rechte bestehender nichtjüdischer Gemeinschaften in Palästina […] beeinträchtigen würde“.
Das Mandat nennt in den Artikeln 4, 6 und 7 konkrete Maßnahmen wie Anerkennung und Zusammenarbeit mit einer jüdischen Vertretung (Jewish Agency), Förderung einer geschlossenen jüdischen Ansiedlung (siehe Jischuv) durch Zurverfügungstellung von Staats- und Brachland sowie Erleichterung der Einwanderung (siehe Alija) und des Erwerbs der palästinensischen Staatsbürgerschaft durch Juden.
Artikel 13 bis 15 sahen die freie Religionsausübung, einen geregelten freien Zugang zu den Heiligen Stätten und die Aufrechterhaltung bestehender kultureller und religiöser Selbstverwaltungen vor.
Artikel 25 erlaubte es Großbritannien, die Mandatsgebiete „zwischen dem Jordan und der endgültig festgelegten Ostgrenze Palästinas“ von der Durchführung von wesentlichen Mandatsbestimmungen, wie denen zur Errichtung einer jüdischen nationalen Heimstätte, auszunehmen. Damit wurde die Voraussetzung für die bereits beabsichtigte und 1923 erfolgte Einsetzung des halbautonomen Emirats Transjordanien durch die Briten geschaffen und der verfügbare Raum zur Errichtung einer jüdischen nationalen Heimstätte von vornherein auf Cisjordanien begrenzt. Das Mandatsgebiet war multi-ethnisch, Arabisch war die Hauptsprache, vorherrschende Religion war der Islam, wobei sich die Bevölkerungsverhältnisse vor allem durch die jüdische Einwanderung verschoben (1948: 33 % jüdische Bewohner).:323 ff.
Die Türkei, die Rechtsnachfolgerin des Osmanischen Reiches, legalisierte schließlich das Mandat für Britannien durch den Vertrag von Lausanne, der am 24. Juli 1923 unterzeichnet wurde und nach den Ratifikationen am 6. August 1924 in Kraft trat.:150:189 Gemäß diesem Vertrag (Artikel 27 und 30) entließ die Türkei die Bewohner der abgetretenen Gebiete des Osmanischen Reichs aus der bisherigen Staatsbürgerschaft und sie sollten ipso facto Bürger der dort inzwischen entstandenen neuen Territorien, in denen sie wohnten, werden. Im Zuge der Modernisierung der Verhältnisse im Mandatsgebiet verschafften die Mandatsbehörden den Einwohnern Rechte. Fundamental war die Verordnung Palestinian Citizenship Order 1925, dernach ab 1. August 1925 die Bewohner des Mandatsgebiets den Status von Palästinensern erhielten, registriert und durch Personaldokumente ausgewiesen.
Die in osmanischer Zeit unsicheren Besitzverhältnisse an den Böden, wurden gemäß der Land Settlement of Title Ordinance ab 1928 durch Dokumente öffentlichen Glaubens der Mandatsbehörden zu durchsetzbaren Rechten, wo Entsprechendes im Osmanischen Reich oft fehlte und durch osmanische Behörden und Gerichte kaum geschützt war, da diese eher dem Gelde als mehr oder minder belegten Ansprüchen stattgaben. Die Mandatsregierung registrierte die Bodenverhältnisse und erteilte darüber Eigentumstitel auf die Namen der Berechtigten. Damit wurden sie Eigentümer und erlangten die Möglichkeit, rechtssicher zu guten Preisen zu verkaufen oder zur Sicherung eines Kredits zu verpfänden, der Fiskus seinerseits konnte leichter besteuern. Um diese wirtschaftliche Ertüchtigung schnell voranzubringen, erstellten die Mandatsbehörden zunächst Eigentumstitel für (land)wirtschaftlich genutzte Ländereien, bebaute Grundstücke und Gemeinbedarfsflächen (v. a. für Verkehr, Daseinsvorsorge etc.). Ungenutze Ödflächen, Macchie, Wüsten wurden nicht einzeln vermessen und zugeordnet.
Das 1922 erteilte Mandat stellt in der Zusammenschau die völkerrechtliche Grundlage für die auf dem Mandatsgebiet entstandenen Staaten Israel und Transjordanien dar. Für Transjordanien währte es bis zum 24. Mai 1946. In Palästina gründete die Arabische Liga am 22. September 1948 den laut Teilungsplan vorgesehenen arabischen Staat, das Protektorat Gesamt-Palästina (arabisch محمية عموم فلسطين Mamiyyat ʿUmūm Filasṭīn) und 1953 löste die Republik Ägypten die Regierung Gesamt-Palästinas wieder auf. Ob ein Staat Palästina das Recht zur Nachfolge des Völkerbundsmandats beanspruchen kann, ist umstritten.
Zahlreiche Errungenschaften, die auf die britische Mandatszeit zurückgehen, übernahm das 1948 gegründete Israel. Dazu gehören weite Teile des ausgebaute Straßen- und Eisenbahnnetzes sowie das Regierungs- und Rechtssystem, das sich eng ans britische Vorbild anlehnt. Viele Offiziere der späteren israelischen Armee sammelten zunächst Erfahrung in der British Army (siehe auch Jüdische Brigade). Schließlich entwickelte sich vor allem Jerusalem in herausragendem Maße (Errichtung der Hebräischen Universität, Bau des King David Hotels usw.). Sir Ronald Storrs, erster britischer Militärgouverneur Jerusalems, erließ eine Verordnung, wonach die Häuser der Hauptstadt des Mandatsgebiets nur aus Jerusalemer Stein erbaut werden dürfen und die Ansiedlung von Schwerindustrie in Jerusalem zu unterbleiben habe. Diese britischen Bestimmungen sind bis heute in Kraft.

## Jüdische Einwanderung, arabischer Widerstand

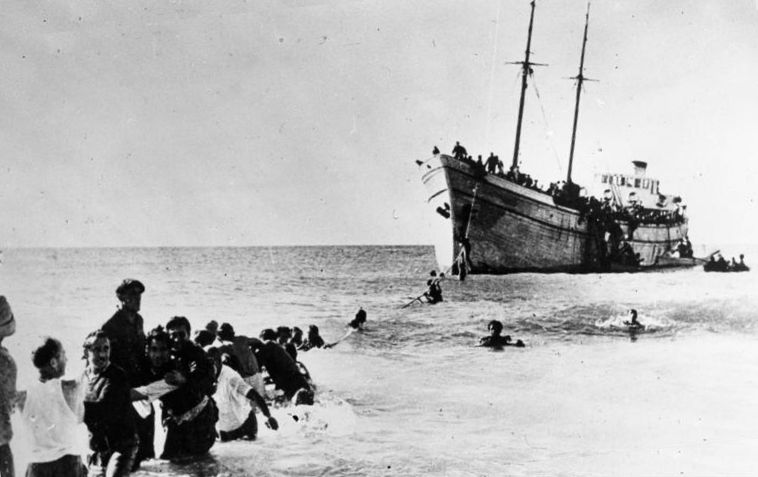
Durchbruch der Blockade Palästinas durch jüdische Einwanderer in der Nähe von Nahariya, 1948

Während der 1920er Jahre wanderten 100.000 jüdische und auch 6.000 nicht-jüdische Immigranten nach Palästina ein. Besonders die Einwanderung von 35.000 russischen Juden 1919 bis 1923 prägte das Land für lange Zeit. Von jüdischen Agenturen gekauftes Land wurde nur an Juden verpachtet, und das auch nur unter der Bedingung, dass es ausschließlich von jüdischen Arbeitern bestellt würde.
Die Palästinenser lehnten die jüdische Immigration schon zur Zeit der osmanischen Herrschaft entschieden ab. Jede der frühesten jüdischen Siedlungen hatte mindestens eine und oft mehrere Auseinandersetzungen mit den benachbarten Palästinensern; Alan Dowty hat bereits im Zeitraum zwischen der „ersten Alija“ ab 1882 und dem Beginn des britischen Mandats neun ernsthaftere Angriffe von Palästinensern auf benachbarte Siedlungen gezählt. Schon früh standen sich auch Teile der zionistischen und der arabischen Führungsriege, die sich beide als nationale Unabhängigkeitsbewegung verstanden, unversöhnlich gegenüber. Ab der „dritten Alija“ (1919–1923) verschärfte die stetig wachsende Einwanderung vornehmlich europäischer Juden die kulturellen und politischen Spannungen, denen die britische Mandatsregierung durch eine über Einwanderungszertifikate gesteuerte Immigration zu begegnen suchte. Nach Unruhen im April 1920 und ersten Massakern gegen Juden 1921 (Unruhen von Jaffa) kam es 1929 zum Massaker von Hebron, aber auch zu heftigen Unruhen in anderen Teilen des Mandatsgebietes, so zum Beispiel rund um Lydda, von denen vor allem auch das Kinder- und Jugenddorf Ben Shemen betroffen war.
Den Unruhen von 1929 folgte von 1936 bis 1939 der Arabische Aufstand, seinerzeit größte Erhebung gegen eine britische Kolonialverwaltung. Mohammed Amin al-Husseini, Mufti von Jerusalem und Präsident des 1921 durch Briten gegründeten Obersten Islamischen Rats, übernahm 1936 die Führung des arabischen Aufstands und organisierte anti-britische und antijüdische Aktionen. Dabei wurden religiöse Aspekte zunehmend politisiert und mit Stereotypen und Vorurteilen versetzt, welche zu der Zeit besonders in Europa grassierten.
Das britische Government of Palestine erließ 1926 die palästinensische Religious Communities Organisation Ordinance (Verordnung bezüglich religiöser Gemeinschaftsorganisationen), wodurch Religionsgemeinschaften als Personalkörperschaften anerkannt wurden. Mit der Verordnung waren die muslimische Gemeinschaft, Kirchen und der Jischuv nicht mehr nur als Religionen durch die Freiheit der Religionsausübung geschützt, sondern als öffentlich-rechtliche Personalkörperschaften anerkannt. Die von der Mandatsregierung angeregte Organisation dieser Körperschaften nach demokratischen Prinzipien lehnten die vorher schon ohne breitere Legitimation gebildeten muslimischen Organe ab und behielten ihr bereits geübtes Honoratiorenmodell bei. Auch unter den Kirchen richteten nur einige gewählte Selbstvertretungsorgane (Landessynoden) ihrer Mitglieder ein, andere bestanden auf episkopale Hierarchien. So blieben muslimische und christliche Palästinenser meist ohne gewählte Vertretungen. Jüdische Palästinenser wählten schon seit 1920 zunächst auf privatrechtlicher Basis turnusmäßig die Repräsentantenversammlung des Jischuv, die die Mandatsregierung 1928 als Vertretungsorgan des Jischuvs als Personalkörperschaft im Sinne der Verordnung anerkannte. Allein in Städten und Gemeinden, denen nach Einzelfallentscheidungen die britische Mandatsmacht städtische bzw. kommunale Selbstverwaltung gewährten, hatten alle dort wohnenden Einwohner Möglichkeiten, sich Vertretungen zu wählen. Das Palästina-Pfund wurde 1927 eingeführt und gesetzliches Zahlungsmittel und löste als solches nach einer Übergangsfrist parallelen Umlaufs das ägyptische Pfund ab.
Ein weiterer zunehmend bedeutsamer Streitpunkt war der Konflikt jüdischer Einwanderer mit arabischen Bauern. In einigen Fällen führte der Verkauf von Land durch die oft im Ausland lebenden arabischen Großgrundbesitzer zur Ausweisung ihrer ehemaligen palästinensischen Pächter (Felachen); an Stelle der alten Orte entstanden z. T. Kibbuzim, die zu Beginn oftmals als Turm-und-Palisaden-Siedlungen angelegt wurden.
Zu Konflikten kam es insbesondere deswegen, weil die Pächter oft zwar nicht das Land besaßen, wohl aber die Bäume (besonders Olivenhaine), die auf diesem Land wuchsen. Die Problemsituation wurde von den europäischen Juden, die nicht mit dieser Art von Besitzrecht vertraut waren, oft nicht verstanden bzw. das Besitzrecht nicht akzeptiert. Dazu kam, dass eine Verständigung der neuen mit den alten Besitzern aufgrund sprachlicher, aber vor allem kultureller Unterschiede kaum zustande kam.
Die gleichfalls stark zunehmende arabische Zuwanderung intensivierte die Konflikte weiter. Gemäß einem amtlichen arabischen Bericht aus dem Jahr 1934 war die Zahl der von Frühjahr bis Sommer 1934 illegal eingewanderten Palästinenser höher als die von der Mandatsverwaltung genehmigten jüdische Zuwanderung, welche auf 42.359 festgesetzt war.
Die paramilitärische Hagana, 1920 gegründet und nach 1929 bedeutend erweitert, wurde zum Vorläufer der israelischen Streitkräfte. Seit 1939 schränkte die britische Mandatsmacht die jüdische Einwanderung ein und legte im Weißbuch von 1939 für einen fünfjährigen Zeitraum eine Einwanderungsquote von 75.000 Juden fest, die sowohl von Juden als auch Palästinensern unter verschiedenen Vorzeichen kritisiert wurde. Als Reaktion auf den großen Aufstand bildeten sich mit der Irgun und der Lechi 1936 auch terroristische jüdische Gruppen, die im Laufe des Zweiten Weltkriegs britische und auch arabische Ziele angriffen.

## Ökonomische Entwicklung

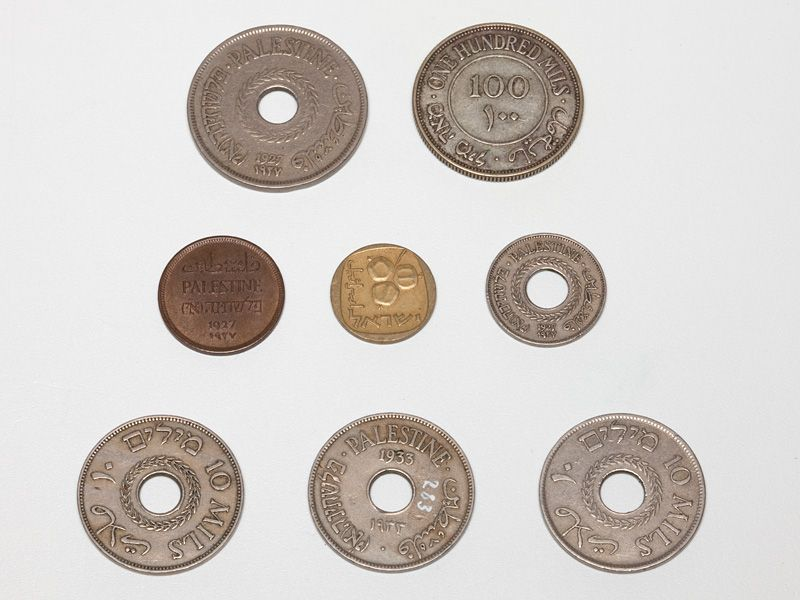
Münzen aus den Jahren 1922–1948 für das britische Mandatsgebiet Palästina (in der Sammlung des Jüdischen Museums der Schweiz)

Die britischen Mandatsbehörden bauten eine funktionierende Zivilverwaltung auf und setzten das Gewaltmonopol des Staates durch. Dabei waren nur rund zehn Prozent der Verwaltungsangestellten britische Staatsbürger. Den Rest stellten Einheimische, sowohl Juden als auch Araber. Errungenschaften der britischen Politik, die sich aus den lokalen Steuereinnahmen finanzierten, waren ein Gerichtssystem nach europäischem Vorbild mit geringer Korruption in Polizei und Justiz sowie Straßen, Elektrifizierung und Kultureinrichtungen.:180 f., 189 f. und 566

## Britischer Abzug und Palästinakrieg 1948/49
Bereits während des Zweiten Weltkriegs wurde innerhalb der britischen Regierung über eine Teilung des Landes und den Rückzug der eigenen Truppen debattiert. Ausschlaggebend für den Rückzug waren die Kosten von 40 Millionen Pfund Sterling, um die 100.000 Soldaten und Polizisten zu unterhalten. Dies entspreche nicht der unbedeutenden strategischen Lage des Mandatsgebiets im Zeitalter der Dekolonialisierung. Ebenso suchte Großbritannien dadurch die Anlehnung an die USA, welche das Mandat als gescheitert ansahen und einen Krieg für unvermeidlich hielten.:543–555
Nach dem Ende des Zweiten Weltkriegs kam es allerdings zunächst einmal zu einer Zuspitzung des Konflikts mit zionistischen Terrorgruppen. Die Irgun nahm am 1. November den zwischenzeitlich abgeflauten bewaffneten Kampf wieder auf. Daraufhin ließ der britische Hochkommissar in Tel Aviv eine Ausgangssperre durch Fallschirmjäger durchsetzen, verweigerte sich aber vorerst einer von Armeekreisen geforderten Offensive gegen die Irgun und ähnliche Gruppen. Parallel wurden aber auf diplomatischem Weg zusammen mit den USA Wege zur Lösung der Palästinafrage und zur Ansiedlung europäischer Juden gesucht. Vom 1. November 1945 bis zum 1. Juni 1946 zählte die britische Verwaltung 47 terroristische Akte, bei denen 18 Angehörige der britischen Armee und neun Polizisten der Palestine Police getötet sowie 101 Soldaten und 63 Polizisten verletzt wurden.
Im Juni 1946 spitzte sich die Lage zu. Der Palmach verübte die Anschlagsserie namens Nacht der Brücken (לֵיל הַגְּשָׁרִים Lejl haGscharīm, 16./17. Juni 1946) gegen elf Verkehrswege in die Nachbarstaaten des Mandatsgebiets. Am 18. nahmen zionistische Gruppen sechs britische Offiziere als Geiseln und am 26. Juni stahlen sie Edelsteine im Wert von 40.000 Palästina-Pfund aus einer Schleiferei. Hochkommissar Cunningham rief daraufhin Operation Agatha aus, in der das britische Militär massiv gegen die Aufständischen vorging. Die erhoffte Zerschlagung der bewaffneten zionistischen Gruppen gelang aber nicht. Als Reaktion auf Operation Agatha zündeten Irgunisten am 22. Juli 1946 eine Bombe im King David Hotel in Jerusalem. Dadurch wurden 92 Menschen getötet und 69 verletzt.
Die britische Regierung brach daraufhin die Gespräche mit den USA ab. Ihr Versuch einer arabisch-jüdischen Konferenz scheiterte im September 1946 an der weitgehenden Verweigerung einer Teilnahme von beiden Seiten. Aufgrund von Kritik der US-Regierung und zahlreicher jüdischer Organisationen trat George Hall am 4. Oktober als Kolonialminister zurück und wurde durch den pro-jüdischen Arthur Creech Jones ersetzt. In der Folge steuerte die britische Regierung in Palästina um. Anfang November wurden sämtliche Hausdurchsuchungen durch das Militär eingestellt, die letzten drei verbliebenen Gefangenen aus der Operation Agatha freigelassen und erneut das Gespräch mit der Jewish Agency gesucht. Auf Betreiben von Generalstabschef Bernard Montgomery erfolgte im Januar 1947 wieder ein Strategiewechsel hin zu einem erneut harten Vorgehen gegen die Zionisten. Dies führte wiederum zu mehr Angriffen auf Briten in Palästina, die mehrere hundert Todesopfer auf britischer, jüdischer und arabischer Seite forderten. Der Hochkommissar verfügte daraufhin weitreichende Ausgangsbeschränkungen für britische Zivilisten und Soldaten sowie mehr Kontrollen und Straßensperren sowie verstärkte Sicherungen an Gebäuden. Am 2. Februar rief Cunningham dann Operation Polly aus, in deren Rahmen alles entbehrliche Personal mit seinen Familien aus Palästina evakuiert wurde. Die verbleibenden Briten zogen sich in Sicherheitszonen in Tel Aviv und Haifa zurück.
In dieser Situation sah sich die britische Regierung zugleich mit zunehmenden Unruhen in Indien und einem extrem harten Winter konfrontiert, der im Heimatland Treibstoff- und Stromrationierungen erzwang. Diese geballte Problemlage führte Mitte Februar zum Beschluss der Regierung, im September die Vereinten Nationen zu ersuchen, Großbritannien vom Palästinamandat zu entbinden. Bis zu einer geregelten Übergabe sollte in Palästina lediglich so gut wie möglich Frieden gewahrt werden. Die Irgun verübte am 1. März 16 Angriffe, darunter einen Bombenanschlag auf einen britischen Offiziersclub, bei dem 20 Personen getötet und weitere 30 verletzt wurden. Der Hochkommissar verhängte daraufhin Kriegsrecht mit einer absoluten Ausgangssperre in den meisten jüdisch besiedelten Gebieten.
Im September 1947 brachte Großbritannien die Palästinafrage in die Vollversammlung der Vereinten Nationen, um das Mandat zurückzugeben. Ein Sonderausschuss erarbeitete einen neuen Teilungsvorschlag. Den UN-Teilungsplan für Palästina nahm die Mehrheit der Mitgliedsstaaten der UN in der Vollversammlung im November 1947 an, die USA und die Sowjetunion stimmten zu, weil sie einen Rückzug Großbritanniens aus Palästina wünschten. Die arabischen Mitglieder der UNO lehnten den Plan ab, ebenso die meisten arabischen Palästinenser im Mandatsgebiet, die meisten jüdischen Palästinenser dagegen stimmten der Teilung zu.
Die arabischen Nachbarstaaten – sämtlich Mitglieder der Arabischen Liga – hatten ja am 1. Dezember 1947 die Invasionen ihrer Streitkräfte angekündigt. Großbritannien sah, dass eine Lösung gefunden worden war, die nicht von arabischer aber von jüdischer Seite akzeptiert wurde. Gemäß Plan der UN, hatten britische Amts- und Militärangehörige bis 14. Mai 1948 Palästina zu verlassen. Im Vorlauf der angekündigten arabischen Invasionen mühten sich die nationalen Bewegungen im Lande – antizionistische überwiegend nichtjüdische einerseits und andererseits zionistische überwiegend jüdische Palästinenser – darum, auch mit Gewalt Positionen und Posten einzunehmen bzw. zu halten, die im bevorstehenden Krieg strategisch wichtig erschienen, was sich zum Bürgerkrieg zwischen arabischen und jüdischen Palästinensern (Dezember 1947─Mai 1948) auswuchs. In der verbleibenden Zeit bis zum Abzug entschieden die arabischen Nachbarstaaten sich zu einer Intervention, was zu einer Reihe lokaler bewaffneter Konflikte führte. Die Arabische Liga hatte die paramilitärische Arabische Befreiungsarmee aufgestellt, die ab Ende 1947 ins Mandatsgebiet einsickerte, um im Bürgerkrieg bewaffnete und zivile Angehörige der britischen Mandatsmacht und jüdische Palästinenser zu attackieren.:90
Am Vorabend des Schabbat, den 14. Mai 1948, an welchem das britische Mandat um Mitternacht auslief, versammelte sich der am 12. April 1948 gebildete und verschiedentlich tagende Volksrat (hebräisch מוֹעֶצֶת הָעָם Mōʿetzet haʿAm), ein 37-köpfiges Übergangsparlament des Jischuvs mit Vertretern aller Parteien der Repräsentantenversammlung (Palästina) im Haus des ehemaligen Bürgermeisters Dizengoff im bereits von Briten geräumten Tel Aviv und beschloss mit Mehrheit, die Unabhängigkeit Israels zu erklären. Um 16 Uhr verlas David Ben Gurion die israelische Unabhängigkeitserklärung „kraft des natürlichen und historischen Rechts des jüdischen Volkes und aufgrund des Beschlusses der UNO-Vollversammlung“. Der Jahrestag der Staatsgründung, Jom haʿAtzmaʾut (deutsch Tag der Unabhängigkeit) ist der 5. Ijjar (nach dem jüdischen Kalender). Die Sowjetunion und die USA erkannten den Staat Israel sofort diplomatisch an.
Am Sonnabend, den 15. Mai 1948, marschierten – wie ja 1947 angekündigt – ägyptische Armee, Arabische Legion, irakische Streitkräfte, Streitkräfte des Libanon und Syrisches Heer in Israel und Palästina ein und eröffneten den internationalen Krieg um Israels Unabhängigkeit. Die Invasoren aus den Nachbarstaaten, unterstützt von einheimischen arabisch-palästinensischen Kämpfern, suchten sich zur Landesmitte durchzukämpfen, um sich dort zu treffen und die Gründung Israels rückgangig zu machen. In manchen vorwiegend arabisch besiedelten Bereichen waren sie erfolgreich. Israels Armee versuchte zunächst die territorialen Verbindungen zu allen vorwiegend jüdisch besiedelten Landesteilen aufrechtzuerhalten bzw. herzustellen. Es konnte aber die arabischen Invasoren darüber hinaus zurückwerfen und gewann weite Landesteile, die laut Teilungsplan nicht zum zu gründenden jüdischen Staat gehören sollten. Israel gelang bis 1949, seine Unabhängigkeit gegen die Invasoren kämpfend zu wahren.
Als Ergebnis der vier Waffenstillstandsabkommen von 1949 von Israel einenteils jeweils anderenteils mit Ägypten, dem Libanon, Syrien und Transjordanien, während der Irak ohne Abkommen das Feld räumte, ergab sich die territoriale Neugliederung und Aufteilung des Mandatsgebiets entlang der Grünen Linie, die mit einvernehmlich vereinbarten Abweichungen den bis 1949 erreichten militärischen Linien der Kriegsparteien entspricht. Der UN-Teilungsplan für Palästina westlich des Jordans in einen jüdischen und einen arabischen Staat sowie in ein Corpus separatum zur internationalen Kontrolle über Jerusalem und Jaffa, in dreiseitiger Zoll- und Währungsunion, bei gemeinsam betriebener Infrastruktur für Wasser, Energie, Verkehr und Kommunikation, wurde als Ergebnis des Krieges nicht verwirklicht. Dazu hätte die UNO bereit sein müssen, mit UN-Truppen, gestellt von unbeteiligten Mitgliedstaaten, die Invasionen abzuwehren und den Teilungsplan dann gemäß UN-Beschluss auch umzusetzen.

### Transjordanien, Israel und Gesamt-Palästina auf ehemaligem Mandatsgebiet
Für Transjordanien endete das Völkerbundsmandat zum 24. Mai 1946. Transjordaniens Existenz blieb allseits unbestritten. Das am 14. Mai 1948 ausgerufene Israel musste seine UN-bestimmte Gründung im Kampf gegen die arabischen kriegerischen Invasoren erringen, die seine Existenz zunichtemachen wollten. Bald nach den Waffenstillstandsabkommen wählten alle Einwohner Israels als seine Staatsbürger, diejenigen, die vorher jüdische und arabische Palästinenser waren und die neu aufgenommenen Flüchtlinge, ihre Volksvertretung und diese die Regierung.
Die Arabische Liga gründete am 22. September 1948 den laut Teilungsplan vorgesehenen arabischen Staat, das Protektorat Gesamt-Palästina (arabisch محمية عموم فلسطين Mamiyyat ʿUmūm Filasṭīn), wobei zu dieser Zeit die Kriegsbeteiligten noch um dessen Grenzen fochten. Mohammed Amin al-Husseini, der frühere Großmufti von Jerusalem, der aus Nazi-Deutschland kommend 1945 in Ägypten Asyl gefunden hatte, wurde zu Palästinas Präsident berufen. Die 1928 britischerseits angeregte gewählte Volksvertretung der arabischen Palästinenser hatten deren selbst ernannte Anführer ausgeschlagen, und auch nach den Waffenstillstandsabkommen folgten keine Wahlen. Die Arabische Liga stellte auch eine "Provisorische Regierung für Gesamt-Palästina (arabisch حكومة عموم فلسطين Ḥukūmat ʿUmūm Filasṭīn) auf mit Ahmad Hilmi Pascha als deren Premierminister. Die so für Gesamt-Palästina geschaffenen arabischen Organe konnten einstweilen nur im Gazastreifen wirken, den das Königreich Ägypten besetzt hielt.
Das Westjordanland (Cisjordanien) stand seit 1949 unter Kontrolle Transjordaniens, das es 1950 annektierte und für das vereinigte Staatsgebiet beiderseits des Jordans den Namen Jordanien annahm und alle Einwohner, Flüchtlinge wie an ihren Heimatorten Verbliebene als Jordanier staatsbürgerlich gleichstellte. Das Königreich Ägypten entzog 1952 den palästinensischen Protektoratsorganen die Kompetenzen, die Politik im Gazastreifen zu bestimmen. Nach Ausrufung der ägyptischen Republik im Jahr darauf löste dessen neues Kabinett die „Provisorische Regierung für Gesamt-Palästina“ auf. Damit hatte Ägypten die junge palästinensische Eigenstaatlichkeit abgeschafft.
Der Gazastreifen wurde nicht Ägypten angeschlossen, sondern blieb ägyptisch besetzt, seine Bewohner waren staatenlos.

## Hochkommissare für Palästina
Mit der Leitung des Government of Palestine, unterteilt in Departments (Ministerien), der Mandatsverwaltung in Palästina, war jeweils ein Hochkommissar (High Commissioner) betraut. Dieser unterstand dem britischen Colonial Office.
- 1. Juli 1920 bis 25. August 1925: Herbert Louis Samuel
- 25. August 1925 bis August 1928: Herbert Plumer, 1. Viscount Plumer
- August 1928 bis 6. Dezember 1928: Harry Charles Luke
- 6. Dezember 1928 bis 1931: John Chancellor
- 1931 bis 1932: Mark Aitchison Young
- 1932 bis September 1937: Arthur Grenfell Wauchope
- September 1937 bis März 1938: William Denis Battershill
- März 1938 bis 3. September 1944: Harold MacMichael
- 3. September 1944 bis 21. November 1945: John Vereker, 6. Viscount Gort
- 21. November 1945 bis 14. Mai 1948: Alan Gordon Cunningham

### Chief Secretaries of the Government of Palestine
Den Chief Secretaries oblag die tatsächliche Regierungsarbeit. Ihre Rolle lag zwischen Regierungschef und Leiter des Regierungsbüros. Sie waren jedoch nicht Leiter eines Departments (Ministerium) neben anderen, sondern standen vor den Secretaries an der Spitze der jeweiligen Departments. Der jeweilige Chief Secretary vertrat den Hochkommissar bei Abwesenheit bzw. Vakanz der Position.
- 1920–1922: Wyndham Deedes
- 1922–1925: Gilbert Clayton
- 1925–1928: Stewart Symes
- 1928–1930: Harry Charles Luke
- 1930–1933: Mark Aitchison Young
- 1933–1937: John Hathorn Hall (1894–1979)
- 1937–1939: William Denis Battershill
- 1939–1943: John Stuart Macpherson (1898–1971)
- 1943–1946: John Shaw
- 1946–1948: Henry Gurney (1898–1951)

## Gerichtsverfassung
Orme Bigland Clarke (1880–1949), Senior Judicial Officer der britischen Besatzer, der 1913 als Rechtsexperte die Hohe Pforte in Justizfragen beraten hatte, reformierte das Rechtssystem in der OETA South.
Im Osmanischen Reich bestanden seit 1877 in jedem Qaḍāʾ (arabisch قَضَاءُ, türkisch kaza) ein Gericht erster Instanz, in der OETA South westlich des Jordans waren es 13 an der Zahl. Clarke beließ zunächst nur vier davon, am 24. Juli 1918 nahmen die beiden in Jaffa (im Neuem Serail) und Jerusalem wieder ihren Betrieb auf. Nach Eroberung des Sandschaks Akkon und Balqa im Herbst 1918 öffneten in Haifa und Nablus zwei weitere erstinstanzliche Gerichte, alle je mit einem britischen und zwei einheimischen Richtern. Die Besatzungsregierung bestimmte als offizielle gerichtliche Protokollsprache das Arabische als Idiom der Bevölkerungsmehrheit, womit das zuvor gebrauchte Osmanische abgelöst wurde.
Mit Verbreiterung der Personalbasis neuer ausgebildeter Juristen schufen die Briten neue lokale Gerichte, die Friedensgerichte, womit die vier ehemals erstinstanzlichen Gerichte nunmehr als zweite Instanzen dienten. Ab 1922 lautete die Bezeichnung für diese Gerichte auf englisch District Court (arabisch دار القضاء Dār al-Qaḍāʾ). Die Friedensgerichte wurden ab 1922 als Magistrate’s Courts bezeichnet, von denen je eins an jedem Sitz der 18 Subdistrikte bestand, nämlich in Akkon, Beerscheba (Beʾer Scheva), Beisan (Beit Scheʾan), Bethlehem, Dschenin, Gaza, Haifa, Hebron, Jaffa, Jerusalem, Jericho, Nablus, Nazareth, Ramallah, Ramleh, Safed, Tiberias und Tulkarm. Kriminalfälle gingen direkt an die District Courts und zweitinstanzlich an den Court of Criminal Assize. Die Bestimmungen des Mandats hoben die Kapitulationen des Osmanischen Reiches auf.
Ein neuer Supreme Court entstand in Jerusalem, der zwei Aufgaben erfüllte, einenteils diejenige als zweite Instanz (Court of Appeal, d. h. Appellationsgericht), für schwerwiegende Fälle, die erstinstanzlich vor District Courts verhandelt worden waren und andernteils jene als Revisionsgericht, von Fällen, die nach womöglich gegensätzlichen Gerichtsbeschlüssen zweier Instanzen einmal auf deren Zustandekommen geprüft werden. Den Spruchkörper des Supreme Court bildeten zwei britische und vier einheimische Richter. Der Supreme Court ersetzte die drei osmanischen Appellationsgerichte, je eines für die Sandschaks Akkon und Balqa (Sitz Nablus) und eins für das Mutesarriflik Jerusalem, die gegebenenfalls Fälle vor die Oberen Revisionsgerichte in Beirut (im Falle Akkos) bzw. Damaskus (Balqa und Jerusalem) verwiesen. Für beduinische Stammessachen schufen die Briten 1922 im Subdistrikt Beʾer Scheva ein Tribal Court sowie ein Tribal Court of Appeal. Während des Großen Arabischen Aufstands (1936–1939) entstanden eigens Militärgerichte zur Verhandlung der zahlreichen Terrorakte und Fälle illegalen Waffenbesitzes. Im Zweiten Weltkrieg, als der Wohnungsbau weithin hinter kriegswichtigen Bauten zurückstehen musste, kam es zu starken Mietsteigerungen, worüber Mieter und Vermieter vor speziellen Gerichten stritten.

### Gerichtsbezirke
Den vier District Courts, davon eines mit zwei Standorten, dasjenige Jaffas, das auch eine Gerichtsstätte in Tel Aviv hatte, waren folgende Gerichtsbezirke zugeordnet, die territorial die genannten unteren Verwaltungsbezirke, die Subdistrikte, umfassten.
- District Court of Haifa: Subdistrikte Akkon, Beisan, Haifa, Nazareth, Safad und Tiberias
- District Court of Jaffa/Tel Aviv: Subdistrikte Gaza, Jaffa und Ramleh
- District Court of Jerusalem: Subdistrikte Beerscheba, Bethlehem, Hebron, Jericho, Jerusalem und Ramallah
- District Court of Nablus: Subdistrikte Dschenin, Nablus und Tulkarm

### Gerichte der Bekenntnisgemeinschaften
In Sachen des Personenstands als Ledige, Verheiratete, Geschiedene oder Verwitwete, der vormundschaftlichen Betreuung, der Legitimation und Adoption Minderjähriger, in Erbschaftssachen (Letzte Willen und Vermächtnisse) richtete das Government of Palestine am 1. September 1922, wie zu osmanischen Zeiten üblich, wieder Gerichte der Bekenntnisgemeinschaften ein, für jene der Muslime, Battei Din für die jüdische Gemeinschaft und neun kirchliche Gerichte für je griechisch-orthodoxe, römisch-katholische, armenisch-apostolische, armenisch-katholische, syrisch-katholische, chaldäisch-katholische, melkitisch-katholische, maronitische und syrisch-orthodoxe Christen.